# Sophora cassioides
El pelú o pilo (Sophora cassioides) es un pequeño árbol perennifolio de la familia de las fabáceas nativo del centro-sur de Chile. 

## Descripción
Árbol de  unos 10 metros de altura, de crecimiento vertical en su juventud, fuste único, ramas secundarias caídas, hojas verde oscuro, compuestas e imparipinadas, de 7 a 15 cm de largo en adultos, con 6 a 18 (-22) pares de foliolos (6 a 9 en su juventud), lenticulares, de 5 a 10 mm de largo, glabros en el haz, escasa pubescencia en el envés (concentrándose la pilosidad en la zona proximal). pubescencia rojiza en el raquis de la hoja. Flores amarillas, zigomorfas, abiertas, con estandarte más corto que las alas y quillas, agrupadas en racimos cortos. Fruto legumbre con 4 alas de borde irregular, estrangulada, que se mantienen en el árbol por largo tiempo,  con 1 a 10 semillas alargadas de color amarillo a castaño amarillento, de 7 mm de largo por 5-6 mm de ancho.

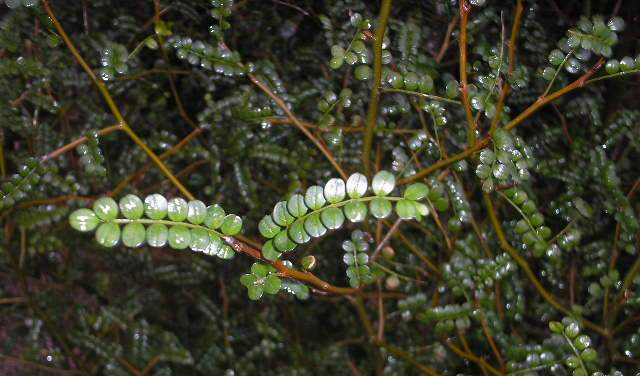
Hojas de Pelú

## Hábitat y distribución
Crece en lugares sombríos y de humedad abundante, entre el río Maule (VII Región) y el sur del río Palena (norte de la XI Región). Habita además en la isla de Gough. Esta especie tiene dispersión por hidrocoria, pudiendo sus semillas soportar largos tiempos, flotando en agua de mar, y conservar la viabilidad de las mismas, incluso por años.

## Usos
El pelú se cultiva en Chile y otros países como planta ornamental, debido a que produce flores amarillas en abundancia a principios de primavera (septiembre-octubre en su área de distribución). Además, su madera se emplea en piezas que deben ser resistentes, como mangos de herramientas o rayos en las ruedas de carretas. No se usa en construcción ni como leña.

## Taxonomía
El pelú fue clasificado primero dentro del género Edwardsia y como una subespecie de S. microphylla, el kowhai, un árbol relacionado que habita en Nueva Zelanda. Actualmente existe bastante información morfológica, palinológica, química y biogeográfica; que sustenta la separación de la planta chilena de la neozelandesa.